# Чумбагиш
Чумбагиш (узб. Chumbogʻich / Чумбоғич) — посёлок городского типа, расположенный на территории Андижанского района Андижанской области Республики Узбекистан.

Статус посёлка городского типа с 2009 года.